# ÖFB-Cup 1980-1981
La ÖFB-Cup 1980-1981 è stata la 47ª edizione della coppa nazionale di calcio austriaca.

## Ottavi di finale
| Squadra 1          | Risultato   | Squadra 2             |
| ------------------ | ----------- | --------------------- |
| 2 settembre 1980   |             |                       |
| LASK               | 8 - 1       | Admira Dornbirn       |
| Austria Salisburgo | 2 - 0       | Vorwärts Steyr        |
| Admira/Wacker      | 3 - 1       | St. Veit              |
| Grazer AK          | 2 - 1       | Austria Vienna        |
| Rapid Vienna       | 2 - 0 (dts) | VÖEST Linz            |
| Eisenstadt         | 0 - 2       | Wiener Sportclub/Post |
| SSW Innsbruck      | 5 - 0       | Villacher SV          |
| 3 settembre 1980   |             |                       |
| First Vienna       | 0 - 3       | Sturm Graz            |

## Quarti di finale
| Squadra 1          | Risultato       | Squadra 2     |
| ------------------ | --------------- | ------------- |
| 31 marzo 1981      |                 |               |
| Austria Salisburgo | 2 - 1           | LASK          |
| SSW Innsbruck      | 3 - 2           | Admira/Wacker |
| Sturm Graz         | ? - ? (4-5 dtr) | Wiener SC     |
| 7 aprile 1981      |                 |               |
| Grazer AK          | 1 - 0           | Rapid Vienna  |

## Semifinale
| Squadra 1     | Risultato       | Squadra 2          |
| ------------- | --------------- | ------------------ |
| 5 maggio 1981 |                 |                    |
| Grazer AK     | 2 - 1           | SSW Innsbruck      |
| Wiener SC     | ? - ? (8-9 dtr) | Austria Salisburgo |

## Finale
| Squadra 1          | Risultato   | Squadra 2          |
| ------------------ | ----------- | ------------------ |
| 20 maggio 1981     |             |                    |
| Austria Salisburgo | 1 - 0       | Grazer AK          |
| 2 giugno 1981      |             |                    |
| Grazer AK          | 2 - 0 (dts) | Austria Salisburgo |